# Lamborghini V10

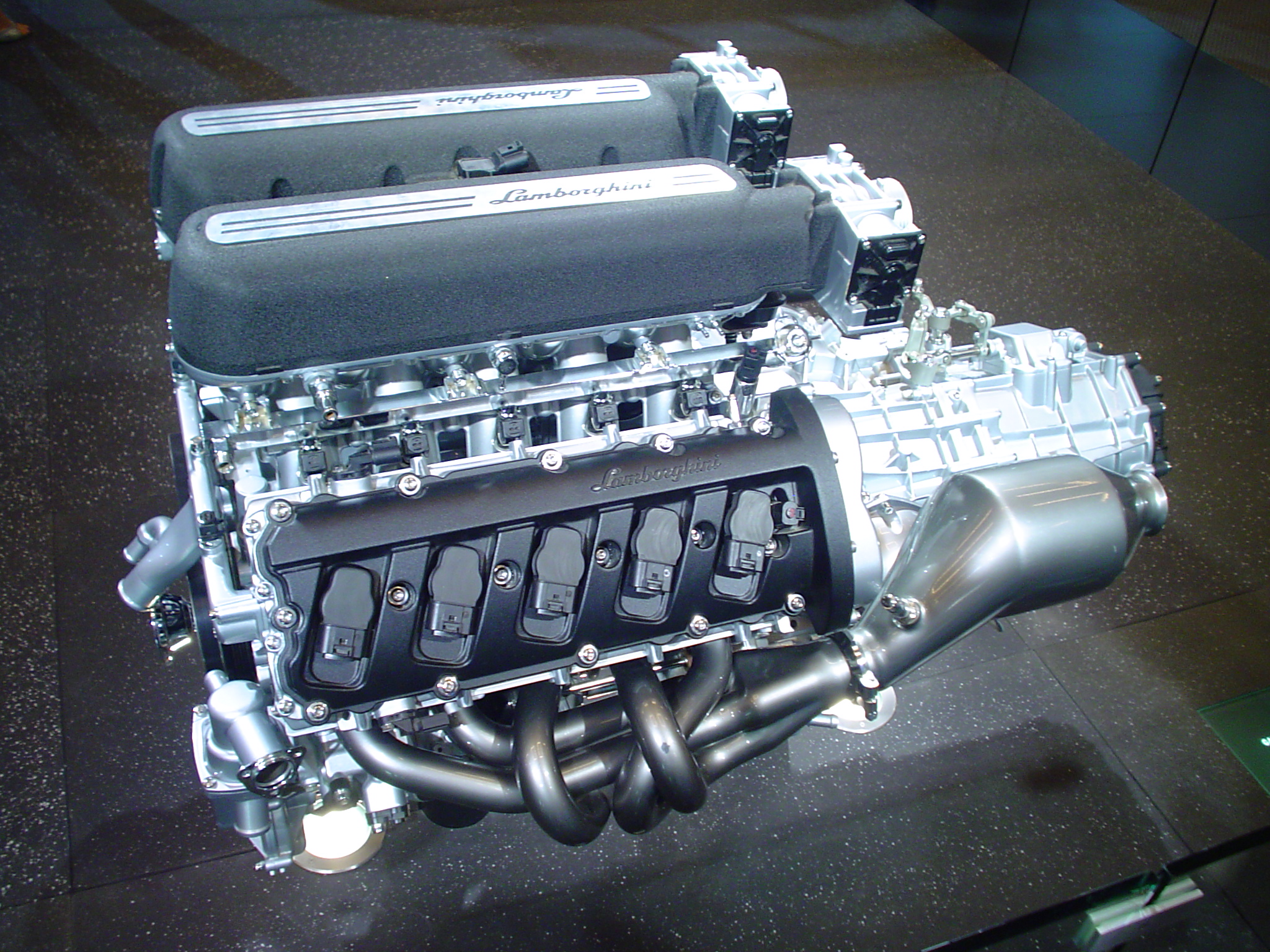
Lamborghini V10

Il Lamborghini V10 è un motore aspirato alimentato a ciclo Otto di origine Audi e impiegato sui modelli Lamborghini.

## Profilo
Fu il primo motore ad essere stato realizzato dopo che l'Audi comprò la casa di Sant'Agata Bolognese, pertanto condivide alcune tecnologie e componenti di motori montati su vetture di altri marchi facenti parte del gruppo Volkswagen.

## Tecnica
Il motore V10 ha un angolo tra le bancate di 90° siccome è basato sul motore Audi V8 FSI, che pur non essendo il migliore angolo possibile per i motori V10, permette di abbassare il centro di gravità della vettura. Per questo anche il sistema di lubrificazione è del tipo a carter secco. Nella prima versione la cilindrata totale è di 5,0 litri mentre dal 2008 la cilindrata è stata portata a 5,2 litri, raggiungendo la sua massima espressione nella versione montata sulla Huracán Performante e sulla Huracán EVO, con una potenza massima di 640 cv.

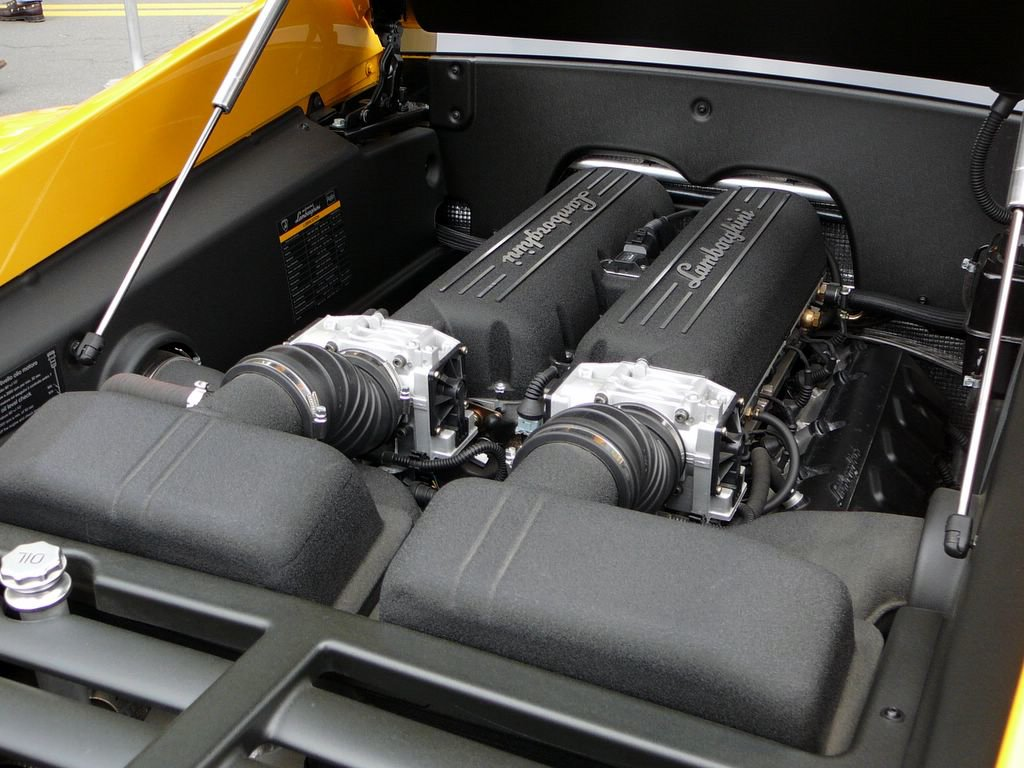
Lamborghini Gallardo